# Aderonke Adeola
Aderonke Adeola é uma diretora de cinema nigeriana, historiadora da arte, empresária da moda, roteirista e produtora. Ela ganhou o prêmio da UNESCO no African Film Festival de 2019 por seu documentário Awani.    Ela também é redatora freelancer dos jornais The Guardian e ThisDay. 

## Carreira
Adeola é graduada em História da Arte.  Ela já havia trabalhado em Marketing e Comunicações na Stanbic IBTC e também foi produtora associada na RED TV antes de ingressar na produção de documentários.   Ela foi assistente de produção na criação do romance Half of a Yellow Sun, que foi adaptado para o cinema. Ela dirigiu seu primeiro documentário Awani, que lhe rendeu o Prêmio UNESCO no African Film Festival de 2019 e um prêmio de mérito no Impact Documentary Awards de 2019.   